# Chasteldoble
Châteaudouble és un municipi francès situat al departament de la Droma i a la regió d'Alvèrnia-Roine-Alps. L'any 2007 tenia 534 habitants.

## Demografia

### Població
El 2007 la població de fet de Châteaudouble era de 534 persones. Hi havia 192 famílies de les quals 32 eren unipersonals (24 homes vivint sols i 8 dones vivint soles), 60 parelles sense fills, 84 parelles amb fills i 16 famílies monoparentals amb fills.
La població ha evolucionat segons el següent gràfic:
Habitants censats

### Habitatges
El 2007 hi havia 247 habitatges, 201 eren l'habitatge principal de la família, 32 eren segones residències i 14 estaven desocupats. 225 eren cases i 11 eren apartaments. Dels 201 habitatges principals, 153 estaven ocupats pels seus propietaris, 42 estaven llogats i ocupats pels llogaters i 6 estaven cedits a títol gratuït; 11 tenien dues cambres, 26 en tenien tres, 44 en tenien quatre i 120 en tenien cinc o més. 164 habitatges disposaven pel capbaix d'una plaça de pàrquing. A 73 habitatges hi havia un automòbil i a 121 n'hi havia dos o més.

### Piràmide de població
La piràmide de població per edats i sexe el 2009 era:
| Homes | Edats   | Dones |
| ----- | ------- | ----- |
| 0     | 95 o +  | 0     |
| 4     | 90 a 94 | 0     |
| 0     | 85 a 89 | 12    |
| 0     | 80 a 84 | 0     |
| 8     | 75 a 79 | 8     |
| 12    | 70 a 74 | 4     |
| 12    | 65 a 69 | 32    |
| 4     | 60 a 64 | 0     |
| 0     | 55 a 59 | 4     |
| 24    | 50 a 54 | 12    |
| 12    | 45 a 49 | 12    |
| 12    | 40 a 44 | 16    |
| 12    | 35 a 39 | 12    |
| 24    | 30 a 34 | 12    |
| 20    | 25 a 29 | 28    |
| 4     | 20 a 24 | 0     |
| 12    | 15 a 19 | 12    |
| 16    | 10 a 14 | 12    |
| 20    | 5 a 9   | 4     |
| 20    | 0 a 4   | 12    |

## Economia
El 2007 la població en edat de treballar era de 357 persones, 267 eren actives i 90 eren inactives. De les 267 persones actives 243 estaven ocupades (139 homes i 104 dones) i 24 estaven aturades (8 homes i 16 dones). De les 90 persones inactives 29 estaven jubilades, 36 estaven estudiant i 25 estaven classificades com a «altres inactius».

### Ingressos
El 2009 a Châteaudouble hi havia 193 unitats fiscals que integraven 534,5 persones, la mediana anual d'ingressos fiscals per persona era de 18.268 €.

### Activitats econòmiques
Dels 33 establiments que hi havia el 2007, 1 era d'una empresa extractiva, 1 d'una empresa alimentària, 2 d'empreses de fabricació d'altres productes industrials, 8 d'empreses de construcció, 5 d'empreses de comerç i reparació d'automòbils, 1 d'una empresa de transport, 3 d'empreses d'hostatgeria i restauració, 1 d'una empresa d'informació i comunicació, 3 d'empreses financeres, 3 d'empreses immobiliàries, 4 d'empreses de serveis i 1 d'una empresa classificada com a «altres activitats de serveis».
Dels 11 establiments de servei als particulars que hi havia el 2009, 2 eren tallers de reparació d'automòbils i de material agrícola, 3 paletes, 1 fusteria, 1 lampisteria, 2 electricistes i 2 restaurants.
L'únic establiment comercial que hi havia el 2009 era una adrogueria.
L'any 2000 a Châteaudouble hi havia 18 explotacions agrícoles.

## Equipaments sanitaris i escolars
El 2009 hi havia una escola maternal integrada dins d'un grup escolar amb les comunes properes formant una escola dispersa.

## Poblacions més properes
El següent diagrama mostra les poblacions més properes.